# Paralonchurus peruanus
Paralonchurus peruanus är en fiskart som först beskrevs av Steindachner, 1875.  Paralonchurus peruanus ingår i släktet Paralonchurus och familjen havsgösfiskar. IUCN kategoriserar arten globalt som livskraftig. Inga underarter finns listade i Catalogue of Life.